# 青葉りんご
青葉 りんご（あおば りんご、1983年4月5日 - ）は、日本の女性声優、歌手。主にアダルトゲーム業界で活動。

## 芸歴
EEA声優コース・アニメボーカルコース卒業。
所属事務所のロックンバナナを2013年6月30日をもって退所。
2023年、現在はベストポジション所属。

## 来歴・人物
子どもの頃、父親が野球中継好きでTVを占領していたため、母親がレンタルビデオで借りてきたアニメビデオをよく見ていた。よく『魔神英雄伝ワタル』のキャラクターの物真似をしていたが、周囲から「声が変だ」と言われ、自分の声を録音して聴いているうちに面白くなり、演じるのが好きになった。
本格的に声優になろうと考えるも、家が鹿児島の田舎だったため情報が無く、芝居の本を買ったり舞台をやったりしていた。ある日の舞台当日に「ちょっと東京へ行ってきます」とほとんど飛び出すように上京し、何とか養成所へ通えるようになった。
デビュー作は2005年発売の『黒の歌姫』のミリル・フィル・コーダー役。台本が『広辞苑』5〜6冊分の厚みがあることに驚き、ゲーム内容もハードな作品だったため、かなり免疫ができたという。
主にアダルトゲームに声をあてているが、テレビアニメや全年齢向けゲームの仕事でも同じ「青葉りんご」名義を使っている。（星空へ架かる橋のみアニメもゲームも同一名義である）（一部　全年齢用の名義を使用）それについては「お芝居はお芝居だし、エロでも歌でもアニメでも、ちゃんと意味があって書かれているのだから」と語っている。
幼女から成熟した大人の女性まで、様々なタイプの女性役を担当している。本人のブログによると、大の『真・三國無双シリーズ』好きでお気に入りは諸葛亮と語っている。また、同じくブログやインターネットラジオ番組『ラジオえんなび』、『星空へ架かるラジオ』で語っている通り、「毛深いおじさま」が大好き。
「携帯電話が苦手で、電子メールのやり取りをとめてしまう（続けて返信しない）」ことが多く、声優業界に入ってからは慣れてきたといいつつもパソコンの方が使い易いと語っている。あだ名は「りんごたん」「りんごりん」。
ラジオでは高音でハイテンションなトークを行うものの、歌唱活動ではうって変わってパワフルな歌声を出す。声優であるにもかかわらず、のどを守るためにしている事は特に無いという。
Twitterやコラムでは、ファンのことを『お兄ちゃん』と呼称している。また、桃井いちご、風音、小倉結衣、中家志穂と仲がよい。

## エピソード
快活な幼年期を過ごし、小学生時代には男の子と遊ぶことが多く、クラスメイトの女子の人気者であったが、思春期を迎えて大人しい性格を演じていたら人気が無くなった。また同時期にテレビで放送されていた「魔神英雄伝ワタル」等のアニメ番組に没頭し声優に目覚めたという。アニメに興味を持ってからは演劇に興味を持つようになり、有志と共にドラマCDを自作し、レコード店に持ち込んで完売させたことや学校の新聞部で学校長の記事を書いたら呼び出されたこともある。
キャラフェス2005にて行われた第3回ZACオーディションにて、グランプリは逃がしたものの演技力が評価され急遽、予定のなかった特別賞を受賞。デビュー作である『黒の歌姫』（CLOCKUP）のヒロインのひとりにキャスティングされる。

## 出演
太字はメインキャラクター。

### テレビアニメ
2006年
- Fate/stay night（ホムンクロス）

2009年
- 真・恋姫†無双（2009年 - 2010年、馬岱） - 2シリーズ

2010年
- FAIRY TAIL（ロキの女）

2011年
- 星空へ架かる橋（日向伊吹）

2014年
- グリザイアの楽園（猫メイド店員、居酒屋の店員、ゾーイ）

2019年
- 洗い屋さん!〜俺とアイツが女湯で!?〜（結月葵）

### OVA（全年齢）
- 星空へ架かる橋 OVAスペシャル（2011年、日向伊吹）

### アダルトアニメ
時期不明
- 炎の孕ませ同級生（海老原舞）
- Love Selection（弥生）
- おっぱいの王者48（ニル、池口夏帆）
- プリンセスナイト☆カチュア（カチュア＝ドラグンダーラ）

2009年
- 超昂閃忍ハルカ（四方堂ナリカ）
- フォルト!!（杉山澪）

2010年
- 寝取られファイター ヤリっちんぐ！（アイナ）

2015年
- ランス01 光をもとめて THE ANIMATION 第1 - 3話（2015年 - 2016年、パティ・ザ・サマー）
- 純愛まにあっく1〜Pure Love Maniac〜「JunePrincess」（姫子）
- くりぃみぃパイ1「Virtual×Real」（真沙美）

2017年
- ヌキどきッ! revolution♡ ～天使と悪魔の搾精バトル～ 月夜の晩に悪魔参上! フィリカの狙いはダメ男の精液!? 編（フィリカ・ミア・シャタナ）
- ヌキどきッ! revolution♡ 〜天使と悪魔の搾精バトル〜 夕焼け空に天使降臨! セラのおっぱい、自由にしてね♡ 編（フィリカ・ミア・シャタナ）
- ヌキどきッ! Revolution♡ 〜天使と悪魔の搾精バトル〜 白濁お風呂でお肌スベスベ! ののあとフィリカがエッチっちぃ!? 編（フィリカ・ミア・シャタナ）
- ヌキどきッ! Revolution♡ ～天使と悪魔の搾精バトル～ 大和の妄想、大暴走! ののあが悪魔に着替えたら♡ 編（フィリカ・ミア・シャタナ）

2019年
- 洗い屋さん！〜俺とアイツが女湯で!?〜（結月葵）
- 指先から本気の熱情-幼なじみは消防士-（2019年、渡辺翠） - 完全版

### アダルトゲーム
2005年
- 黒の歌姫 （ミリル・フィル・コーダー）

2006年
- ふぁみ☆すぴ!! 〜FamiliarSpirits!!〜 （市ノ瀬 パム）
- センチネル （広瀬 優衣）
- 肉助の桃色修学旅行（はやて）

2007年
- チアもえ 〜わたし応艶してるからっ〜 （古鷹 涼）
- 白銀のソレイユ－Successor of Wyrd－ （ソル・ヴァルキリー）
- はるかぜどりに、とまりぎを。 （浦島 夏乃芽）
- Zwei Worter （イリアス）
- ティルアぱにっく （三沢 柚希）
- 女神大戦 （シャイニングナース）
- ぱすてる （結城 はるか）
- 魔法戦姫エンジェルナナ（小早川 サラ）
- 凌辱学園長/奴隷倶楽部〜読心調教録〜（椎名 莉子）
- 性・奴隷未亡人〜牝畜となった姉妹/美春と美来の奴隷日記〜（笹川 みどり）
- 牝・奴隷未亡人〜淫獄に堕ちた喪服人妻/美春と今日子の奴隷記録〜（笹川 みどり）
- 禁区に咲く花。 〜淫徳の牝姉妹〜（光村 りお）
- 汁だく接待 〜汁だらけの街〜（滋賀野 奈津美）

2008年
- 指先案内人 汁だく接待おかわり三杯目〜淫惑、性感開発エステ編〜（エトワール）
- おっぱいの王者48（Nir、延原 倭子、早川 さちえ、山崎 まもり、池口 夏帆、尾辻 あかり、魚波子 珠美、里村 澄香）
- お嬢様はマゾ（二宮 麻耶）
- 戦極姫 -戦乱の世に焔立つ-（上杉謙信、本多忠勝、立花道雪）
- 美脚性奴会長 亜衣「こ、この変態! 私のタイツになんてことを……!」（織戸 真奈）
- 聖奴隷女教師（上岡 幟帆、上岡 梨央）
- アイドルハーレム（島崎 夏織）
- キスよりさきに恋よりはやく （騎西 瑠璃歌）
- さくらシュトラッセ （クリストフ・クレメント）
- 超昂閃忍ハルカ （四方堂ナリカ）
- とらい☆すたーず （ゼロ・ジ・アリストレーゼ）
- 鋼炎のソレイユ -ChaosRegion- （七式 麟）
- 学園☆新選組! 〜乙女ゴコロと局中法度〜 （永倉 やち）
- 二代目は☆魔法少女 （鬼龍院ハナ）
- 魔女道 〜あの散り際の美しさ〜 （日下部 るるね）
- 毎日がM! （如月 実玖）
- ザーメンセキュリティ2009 （ウェルザ）
- 真・恋姫†無双 〜乙女繚乱☆三国志演義〜 （馬岱）
- 闘神都市III
- 昇龍戦姫 天夢 （清龍天夢）
- Tentacle and Witches （双葉・リリー・ラムセス）
- LILITH-IZM04 〜褐色編〜 （双葉・リリー・ラムセス）
- 陵辱学園チアガールズ公開調教 華恋編（華恋）
- 凛辱の城 傀儡の王（エグゼリカ・コール）

2009年
- ぱいタッチ!〜PAI☆TOUCH!〜（まいあ）
- Flyable Heart（早河 恵）
- 麗辱の館 〜淫縁五姉妹汁姦記〜（城ノ内 日和、城ノ内 亜美）
- もしもこんなショッピングモールがあったら!? いきます☆（黒河 沙夜、伊集院 いずみ、松本 美咲、川井 にゃん子、及川 理奈）
- 聖剣のフェアリース（イングリット）
- 花と乙女に祝福を（山本 眞弥子）
- 愛欲の半ば、陰と陽の慟哭〜淫辱は制服の下に〜（加能 さくら）
- 夏色さじたりうす 〜浜井原学園弓道部〜（沢口 藍香）
- Trample on “Schatten!!” 〜かげふみのうた〜（弥栄 ふうり）
- @ふぉーむメイト（夕凪 乃亜）
- ステルラエクエス コーデックス 〜黄昏の姫騎士〜（姫宮 氷織）
- Primary 〜Magical★Trouble★Scramble〜（プリム＝リナ＝オクレイン）
- フォルト!! （杉山 澪）
- お姉さん☆孕みっくす（瑠音）
- Signal Heart（天道 剣）
- あい☆きゃん （クプー）
- はぴとら -Happy Transportation-（レイン・コールマン）
- トロピカルKISS（草刈 菜種）
- さくらテイル（リディ・ド・ル・フェーヴル）
- 幼なじみは大統領 My girlfriend is the PRESIDENT.（クー・リトルリトル）
- 妹スマイル（南澤 夏希）
- 魔動装兵クラインハーゼ（ベルセリカ・フォン・メルトマン）
- 魔物娘との性活 ラミアの場合（レイミア・ヒュギエイア）
- そらふね （ティカ・ペペンシー・ガーンズバック）
- 町ぐるみの罠 〜白濁にまみれた肢体〜（高樹 ゆい）
- しこたまスレイブ 〜あるじで姉妹な天使と悪魔〜 （レナ・グリモワール）
- 絶対★魔王 〜ボクの胸キュン学園サーガ〜（サーシャ・ユイ）
- Alter Ego（水無月 蓮）
- 魔法少女えれな（本城 えれな）
- ちゅぱしてあげる 〜スポーツクラブのおねえさん〜（中塚 なつき）
- 〜パンツを見せること、それが……〜大宇宙の誇り（エレナ・ド・アークアデア）
- このままじゃ、姉とSEXしてしまう!? : あれ、弟よ、いま中でださなかった?（春日 ひまわり、御陵 歩唯）
- 巫女だし（朔夜）
- SchoolCaptain2 〜会王をねらえ!〜（神崎 麗華）※同人ゲーム

2010年
- 花と乙女に祝福を ロイヤルブーケ（山本 眞弥子）
- はるかぜどりに、とまりぎを。 2nd Story 〜月の扉と海の欠片〜（沖奈 小雪）
- ルーンロオド（入江 明日香、ブリギッタ・エドセル）
- 戦極姫2〜戦乱の世、群雄嵐の如く〜（上杉 謙信、立花 道雪、本多 忠勝）
- 催眠生活〜校則だから仕方ない!?〜（竜巳麻希乃）
- おっぱいハート〜彼女はケダモノ発情期ッ!?〜（相葉 茉莉）
- 炎の孕ませおっぱい身体測定（慶光院 雪姫）
- Floating Material（清ノ桜）
- 花と乙女に祝福を 〜春風の贈り物〜（山本 眞弥子）
- 星空へ架かる橋（日向 伊吹）
- 超時空爆恋物語〜door☆pi☆chu〜（輝夜）
- はぴ☆さま!〜宮乃森村へようこそ!〜（楠木 つくね）
- 隣人観察（武田みなみ）
- ゴニン!?〜ピタリと的中!強制占い♪〜（神月 あずき）
- おしかけ!アントルメ（伊瀬和心）
- あまあね（八嶋柚月）
- AngelRing 〜エンジェルリング〜（ミカ・アルステッド・ハイネ）
- 女医さんのお言いつけっ!!〜エッチな診察してあげる♪〜（川芽 はるか）
- この歌が終わったら -When this song is over-（藤原 藻）
- 淫交倶楽部（中嶋 早希）
- 変態性癖強制催眠 〜夢の中だけじゃ満足できないの〜（神取 七菜子）
- JINKI EXTEND Re:VISION（川本 さつき）
- 黄昏のシンセミア（高見 沙智子）
- 聖なるかな外伝・精霊天翔 〜壊れゆく世界の少女たち〜（クリスト・ワゥ）
- 淫辱都市/堕天の贄（宮瀬 真雪）
- さくらビットマップ（泉道 ゆのか）
- くれよんちゅーりっぷ（鴇田 こるり）
- のーぶる☆わーくす（長光 麻夜）
- 恋愛催眠〜ツンな彼女がデレる催眠〜（御神楽 刹）
- さくらのしっぽ 〜さくらテイルファンディスク〜（リディ・ド・ル・フェーヴル）
- 桜花センゴク〜信長ちゃんの恋して野望!?〜 （木下藤吉郎ちゃん）
- 三極姫〜乱世、天下三分の計〜（関羽雲長、典韋）
- らぶデス555!（高垣いちご）
- Let's 快盗! ヌすみ系!? 〜あの子のハートの盗み方、教えます♪〜（次本 大夏、遠藤 香、尾久 枝梨乃）
- あかときっ!-夢こそまされ恋の魔砲-（天田 真姫）
- 先パイ・乙パイ・過去に戻りパイ〜あの日、あの時、SEXしておけば良かった〜（新井山 雅）
- プレイ!プレイ!プレイ!
- ナンパ生ハメ 中出し万歳3（富士井 つぐみ）
- しゃーまんず・さんくちゅあり 巫女の聖域（氷野水乃）
- よう∽ガク〜妖学園の未来は会長次第!?〜（アレシア・D・ロンバルト）
- 令嬢サディスティック 下剋上コンスピラシー（赤尾 祐希）
- プリンセス・ハンティング〜魔王様の収穫祭〜（ノエル・アランドラ）
- 鋼鉄の魔女アンネローゼ（音無 美樹）
- 巫女さんといっしょ!〜イケナイご奉仕奮戦記〜（数珠丸（タマ））

2011年
- つばさの丘の姫王 A red and blue moon -finite loop-（ペチュニア・ストロベリーキャンドル）
- BLOODY†RONDO（ルナ・フリード・クイーン）
- LILITH-IZM06 〜デジアニメwithリリー&リリア外伝〜 （双葉・リリー・ラムセス）
- 姫様限定! 〜Princess Limited〜（オリビア・エディウルフ）
- 鬼ごっこ! （住吉 暮葉）
- Flyable CandyHeart（早河 恵）
- 萌え萌え大戦争☆げんだいばーんシリーズ（イリューシン、紅零）
  - 萌え萌え大戦争☆げんだいばーん
  - 萌え萌え大戦争☆げんだいばーん+
  - 萌え萌え大戦争☆げんだいばーん 3D

- とらぶる@すぱいらる!（七々原 椿）
- 雀極姫（立花 道雪、武田 信玄、上杉 謙信）
- fortissimo EXA//Akkord:Bsusvier（黒羽 紗雪）
- See You Lover -修羅恋-（天宮 拍華）
- 大帝国（東郷 真希､ハルマ・エウンドラ､冬将軍スノー､ハニトラ）
- サクラの空と、君のコト -Sweet Petals For My Dear-（箕作 みんと）
- 出撃!! 乙女たちの戦場2〜天翔ける衝撃の絆〜（伏見 茜、エリナ）
- アネイロ（樟木 瑛菜）
- あかときっ!!-花と舞わせよ恋の衣装-（天田 真姫）
- 鬼ごっこ! ファンディスク （住吉 暮葉）
- フローライトメモリーズ〜いつかきっと、約束の場所で〜（剣持 水夏）
- 処女と魔王とタクティクス（アモウ）
- 彼女は高天に祈らない（建御 雷神）
- MUV-LUV UNLIMITED THE DAY AFTER episode:01（美桜乃 雫）
- 戦極姫3〜天下を切り裂く光と影〜（上杉 謙信、立花 道雪、本多 忠勝）
- SuGirly Wish（白咲 ひな）
- ジンコウガクエン（捻）
- 妹スタイル（花梨）
- Lunaris Filia 〜キスと契約と真紅の瞳〜（メリス）
- ユユカナ -under the Starlight-（三木原先生）
- Chu×Chu! on the move〜絢爛時空の歌姫祭〜（プリモ）
- 理-コトワリ- 〜キミの心の零れた欠片〜（橘 清見）
- LEGEND SEVEN 〜白雪姫と7人の英雄〜（ヒナタ、若苗 理桜）
- 魔王姫狩り ノエル姫大衆公開恥刑（イクラス・キー）
- 魔王姫狩り エリナール姫強引乱交肉祭り（ノエル・アランドラ）
- 魔王姫狩り エレオノール姫女淫精液大放出（ノエル・アランドラ）
- クオリアフォーダンス（市村 咲音）
- 水夏弐律（名無しの女の子）
- 現在もいつかもふぁるなルナ（花音・メルセデス）
- 花散峪山人考（山東 鈴子）
- 炎の孕ませ俺の嫁おっぱい乳双+（慶光院 雪姫）
- ネこグリ。〜ネクラと恋のグリモワァル〜（神野 のの）
- 夢みる月のルナルティア（天野紗月 ）
- 三極姫〜三国乱世・覇天の采配〜（関羽雲長、典韋、陸遜伯言）
- あっぱれ!天下御免（刀舟斎 かなう）

2012年
- DRACU-RIOT!（荒神 小夜）
- オレは少女漫画家（高杉 ハルカ、編集長）
- ツクモノツキ（ツクモ）
- 星空へ架かる橋AA（日向 伊吹）
- 死神のテスタメント〜menuet of epistula〜（ヴィヴィ・アルハザード）
- fortissimo EXS//Akkord:nächsten Phase（黒羽 紗雪）
- ふたりはマイエンジェル☆（大ルカ）
- 俺の彼女のウラオモテ（鳴ヶ崎 カンナ）
- 萌え萌え大戦争☆げんだいばーん++（イリューシン、紅零）
- プリズマティックプリンセス☆ユニゾンスターズ（レナ・グリモワール、プリモ）
- 英雄*戦姫（武蔵坊弁慶）
- 処女と魔王とタクティクス 〜魔王争奪戦〜（アモウ）
- はるまで、くるる。（士蓮 冬音）
- Trample on Schatten!! 〜かげふみのうた〜 REVOLUTION+（弥栄 ふうり）
- Strawberry Feels 〜ストロベリー・フィールズ〜（氷山 蒼衣、氷山 悠一）
- 創刻のアテリアル（椎名 沙夜音）
- 出撃!乙女たちの戦場3〜電撃作戦!戦果はエースの名のもとに〜（三毛・ユリア・アウデンリート）
- MUV-LUV UNLIMITED THE DAY AFTER episode:02（美桜乃 雫）
- 1/2 summer（忍坂 つぐみ）
- 恋妹SWEET☆DAYS（普門寺 綺依里）
- 三極姫2〜天地大乱・乱世に煌く新たな覇龍〜（関羽雲長、典韋、陸遜伯言）
- フォルト!!S〜新たなる恋敵〜（杉山 澪）
- 炎の孕ませおっぱい乳同級生（海老原 舞、遠山 雛子）
- 恋剣乙女（小林麗）
- あっぱれ!天下御免［祭］（刀舟斎かなう）
- 黄昏の先にのぽる明日 -あっぷりけFanDisc-（高見 沙智子）
- 戦極姫4〜争覇百計、花守る誓い〜（上杉 謙信、本多 忠勝、立花 道雪）
- 中の人などいない! トーキョー・ヒーロー・プロジェクト（エリカ・アシジュポーン）

2013年
- 幻創のイデア〜Oratorio Phantasm Historia〜（剣咲 ノエル）
- ハピメア（平坂 景子）
- お嬢様はご機嫌ナナメ（響木 音羽）
- バルドスカイゼロ（マレル）
- PriministAr -プライミニスター-（木倉 汐路）
- ラブらブライド（桜乃杜 美咲）
- ナイものねだりはもうお姉妹（七々原 彩花）
- 木洩れ陽のノスタルジーカ（小鳥遊 圭）
- 恋咲く都に愛の約束を 〜Annaffiare〜（津路 心）
- 僕らの頭上≪うえ≫に星空≪そら≫は廻る（楡原 綺音）
- 俺の彼女のウラオモテ 〜Pure Sweet Heart〜（鳴ヶ崎 カンナ）
- アクマでオシオキっ! 丸城戸サド式ヘンタイお仕置き講座（コロナ）
- 三極姫3〜天下新生〜（典韋、関羽）
- 戦極姫5〜戦禍断つ覇王の系譜〜（上杉 謙信、本多 忠勝、立花 道雪）
- MUV-LUV UNLIMITED THE DAY AFTER episode:03（美桜乃雫）

2014年
- コトバの消えた日〜心まで裸にする純愛調教〜（有栖川 梓）
- キスアト（狩野 ひじり）
- 新・白銀のソレイユ-ReANSWER-（願いを叶える小さな女神）
- 恋する少女と想いのキセキ〜Poupee de souhaits〜（エナ）
- 聖もんむすFestival!!〜お祭りだよ全員集合!〜（レイミア・H・アスクレピオ）
- ハピメア Fragmentation Dream（平坂 景子）
- 虐襲5（レヴィナ・エイトス）
- BALDR SKY ”Zero”2 -バルドスカイゼロ2-（マレル）
- 英雄*戦姫GOLD（武蔵坊 弁慶）
- VenusBlood -HYPNO-（アノーラ・アルクノア）

2015年
- 炎の孕ませもっと!発育っ!身体測定2（クリスティーネ＝フォン＝レルヒェンフェルト）
- 真・恋姫†英雄譚 1 〜乙女艶乱☆三国志演義［蜀］〜（馬岱）
- ソーサリージョーカーズ（逢鳥 凛久）
- ランス03 リーザス陥落（ロゼ・カド）
- 姫様LOVEライフ!（王 舞華）
- 貞操観念ZERO 〜ヤリマン家族とハメ狂い夏休み〜（槍間 くるみ）
- 果つることなき未来ヨリ（キュリオ・ヴィタ・ワールロイ）
  - 果つることなき未来ヨリ X-RATED（キュリオ・ヴィタ・ワールロイ）

2016年
- GEARS of DRAGOON 2 〜黎明のフラグメンツ〜（アシュリー・エルトリアル）
- ごくかの! 〜タマとらせてもらいます〜（川崎 翠）
- 姫恋*シュクレーヌ!（寮母さん）

2017年
- 姫様LOVEライフ! -もーっと! イチャイチャ☆ぱらだいす! -（王 舞華）
- 真・恋姫†夢想 -革命- 蒼天の覇王（馬岱）
- VenusBlood -BRAVE-（エレミア＝ウォルフスタイン）
- 饗宴の赤 〜読心調教録〜（椎名 莉子）
- 三極姫5 〜飛将光臨・戦煌の闘神〜（呂布奉先）

2018年
- 真・恋姫†無双 -革命- 孫呉の血脈（馬岱）
- 姫と乙女のヤキモチLOVE（天都 沙良）
- 黒獣・改 〜気高き聖女は白濁に染まる〜（ルー・ルー）
- VenusBlood -Lagoon-（レヴィア＝ネフティス）

2019年
- 夢幻のさくら 〜緋艶姫淫辱孕蝕譚〜（ゾーエ）
- 大戦御村正 -魔人覚醒-（上杉 景潔）
- 真・恋姫†夢想 -革命- 劉旗の大望（馬岱）
- 真§戦極姫（明智 光秀）
- 創神のアルスマグナ（ナムタル）
- にじげんカノジョ（藤原 未央）

2020年
- 姫と乙女のヤキモチLOVE-きらめき夏物語！-（天都 沙良）
- 琥珀色のハンター（エル）
- ドーナドーナ いっしょにわるいことをしよう（春夏秋 ノエル）

2021年
- 閃鋼のクラリアス（フレア）
- セックスアンダーワールドへようこそ! (アンドレア・クキ＝ムラカミ)
- ふゆから、くるる。（星都 チエミ）

2022年
- VenusBlood Savior（イーニア）
- もっと!孕ませ!炎のおっぱい異世界おっぱいメイド学園!（ディゼニア・ドラクール）

2023年
- ハピメア REGRET END（平坂 景子）
- 戦巫〈センナギ〉―穢れた契りと神ころも―（神子園 姫華）

2024年
- GEARS of DRAGOON 3 ～竜刻のレガリア～（メルト）
- VenusBlood -AfterDays- Episode:10 白の女帝は癒されたい（アノーラ・アルクノア）
- VenusBlood -AfterDays- Episode:11 漆黒のメイド長奮闘記（アノーラ・アルクノア）
- VenusBlood DarkChronicle Episode6 虜囚の令嬢たち（アノーラ・アルクノア）

2025年
- Venus Blood VALKYRIE（プラティエ）
- スターライトBLUE ～幼なじみで推しの娘が知らないうちに開発されていた～（飛鳥 凛）

### コンシューマーゲーム
- オレは少女漫画家（高杉 ハルカ、編集長）
- キスアト（狩野 ひじり）
- ふゆから、くるる。（星都 チエミ）

### ソーシャルゲーム
- 超昂大戦 エスカレーションヒロインズ（閃忍ナリカ / 四方堂ナリカ[122]、花のチルカ / 四方堂チルカ[123]、閃忍サイカ / 四方堂サイカ[124]、閃忍リコリス / 四方堂リコリス[125]）

### ドラマCD
- カガクなヤツら（久世愛莉）※『チャンピオンRED いちご』2012年3月号付録
- 収穫の十二月「秘湯の十月」（2012年、遠山 瑞穂）

### ラジオ
※はインターネット配信。
- ソレ・ラジ featuringしそ?
- ティル・ラジ
- 看護戦隊ナースレンジャー入隊のススメ
- とらい☆すたーずのwebラジオは【☆】。
- 頑張って少女騎士になるラジオ（2008年 - 2009年、音泉※）
- CLOCK UP presents-【☆（やか）ラジ】〜麗しいJOKUの館へようこそ〜
- ゼルクレラジオ（2009年4月 - 2009年6月）
- ラジオえんなび（2009年7月 - 2009年12月）
- 青葉りんごのWORLD MUSIC SATELLITE（2010年 - 2012年、全49回[注 3]）
- りんご&ゆあなのHappy?! はぴ☆さま〜’ず
- 白銀のソレイユ ラジオ ソレラジ
- 民安ともえと青葉りんごの神プロRADIO（2019年 - 、音泉※）

### テレビ番組
- ありえへん∞世界「ありえへん新人種ランキング」（2008年10月1日、テレビ東京）

## ディスコグラフィ

### シングル
| 枚  | 発売日         | タイトル                        | 規格品番  | 備考                                                                                         | オリコン最高位 |
| --- | -------------- | ------------------------------- | --------- | -------------------------------------------------------------------------------------------- | -------------- |
| ※   | 2010年3月19日  | TORNADO DAYS                    | DLRD-2012 | 表題曲 歌/青葉りんご＆藤森ゆき奈、c/w「イケナイCHU CHU」                                     | 位             |
| 1st | 2010年6月25日  | あなただけのANSWER              | DLRD-2013 | PCゲーム『あまあね』オープニングテーマ、c/w「Sweet bitter time」はPCゲーム『あまあね』挿入歌 | 位             |
| ※   | 2010年12月29日 | 星空へ架かる橋/広がる夜空の下で |           | PCゲーム『星空へ架かる橋』EDテーマ                                                           | 位             |
| ※   | 2011年2月10日  | 手をつないで/ゆういろ           | DLRD-2014 | PCゲーム『あかときっ!-夢こそまされ恋の魔砲-』オープニングテーマ                              | 位             |
| 2nd | 2012年4月6日   | パンドラの楽園/楽園の扉         | DLRD-2017 | パンドラの楽園/OVA『euphoria』下巻 主題歌。楽園の扉/PCゲーム『euphoria』オープニングテーマ   | 位             |

#### アルバム
| 枚  | 発売日        | タイトル     | 規格品番 | オリコン最高位 |
| --- | ------------- | ------------ | -------- | -------------- |
| 1st | 2011年1月28日 | Adam's Apple | OKCA-004 | 位             |

TRakker名義
| 発売日                                  | タイトル                   | 規格品番   |
| --------------------------------------- | -------------------------- | ---------- |
| イベント限定ジャケット盤 2010年12月29日 | TRanswing -The Inner Gaze- | IMAE-00046 |
| 一般流通盤 2011年1月21日                | TRanswing -The Inner Gaze- | IMAE-00046 |
| C80 Limited Ver. 2011年8月12日          | Somersault                 | IMAE-00051 |
| 一般流通盤 2011年10月28日               | Somersault                 | IMAE-00051 |

### コンピレーション
| 発売日   | タイトル                                             | 名義       | 楽曲                         | タイアップ                                                               |
| 2007年   | 2007年                                               | 2007年     | 2007年                       | 2007年                                                                   |
| -------- | ---------------------------------------------------- | ---------- | ---------------------------- | ------------------------------------------------------------------------ |
| 12月28日 | GWAVE 2007 1st Drivers                               | 青葉りんご | 「女神ノ宿命」               | PCゲーム『女神大戦』オープニングテーマ                                   |
| 2008年   |                                                      |            |                              |                                                                          |
| 6月27日  | GWAVE 2007 2nd Drivers                               | 青葉りんご | 「Insanity」                 | PCゲーム『』                                                             |
| 2009年   |                                                      |            |                              |                                                                          |
| 6月26日  | GWAVE 2008 2nd Experience                            | 青葉りんご | 「戦姫之理」                 | PCゲーム『昇龍戦姫 天夢』オープニングテーマ                              |
| 8月28日  | Angel Note BEST COLLECTION VI Heartful Moment        | 青葉りんご | 「希望の歌ウタ」             | PCゲーム『Trample on “Schatten!!” 〜かげふみのうた〜』オープニングテーマ |
| 2010年   |                                                      |            |                              |                                                                          |
| 10月29日 | Chu×Chuアイドる2 SOUND TRACKS                        | 青葉りんご | 「未来への道〜確かな思い〜」 |                                                                          |
| 2011年   |                                                      |            |                              |                                                                          |
| 7月29日  | GWAVE 2010 2nd Grace                                 | 青葉りんご | 「操り人形の夜 -the final-」 | PCゲーム『最終痴漢電車3』オープニングテーマ                              |
| 9月22日  | Chu×Chu! on the move〜絢爛時空の歌姫祭〜 Vocal Album | 青葉りんご | 「Love flower」              |                                                                          |
| 2015年   |                                                      |            |                              |                                                                          |
| 9月16日  | 少年騎士と3人の少女の英雄詩                          | 青葉りんご | 「」                         | ライトノベル『世界の終わりの世界録』イメージソング                       |

#### その他
- きゃら☆コレ!
  - 主題歌『りとる☆たいむ』

### キャラクターソング
| 発売日   | タイトル                                                                                    | 名義                                                               | 楽曲                                       | 備考                                                      |
| 2005年   | 2005年                                                                                      | 2005年                                                             | 2005年                                     | 2005年                                                    |
| -------- | ------------------------------------------------------------------------------------------- | ------------------------------------------------------------------ | ------------------------------------------ | --------------------------------------------------------- |
| 10月28日 | 黒の歌姫 Vocal Collection -Actress Edition-                                                 | ミリル・フィル・コーダー（青葉りんご）                             | 「FU〜★FU〜★」                             | PCゲーム『黒の歌姫』関連曲                                |
| 2010年   |                                                                                             |                                                                    |                                            |                                                           |
| 7月21日  | STRAIGHT                                                                                    | 桜井かなで（青葉りんご）                                           | 「 magic mirror」                          | PCゲーム『DEARDROPS』挿入歌                               |
| 7月21日  | STRAIGHT                                                                                    | 桜井かなで（青葉りんご）                                           | 「kaleidoscope」                           | PCゲーム『DEARDROPS』桜井かなでEDテーマ                   |
| 10月22日 | のーぶる☆わーくす キャラクターソングVol.5「青い鳥」                                         | 長光麻夜（青葉りんご）                                             | 「青い鳥」                                 | PCゲーム『のーぶる☆わーくす』関連曲                       |
| 2011年   |                                                                                             |                                                                    |                                            |                                                           |
| 8月3日   | 星空へ架かる橋 キャラクターソングアルバム                                                   | 日向伊吹（青葉りんご）                                             | 「It's my message」                        | テレビアニメ『星空へ架かる橋』挿入歌                      |
| 8月3日   | 星空へ架かる橋 キャラクターソングアルバム                                                   | 日向伊吹（青葉りんご）                                             | 「星風のホロスコープ（伊吹ver.）」         | テレビアニメ『星空へ架かる橋』関連曲                      |
| 8月3日   | 星空へ架かる橋 キャラクターソングアルバム                                                   | 中津川初（中村繪里子）、神本円佳（清水愛）、日向伊吹（青葉りんご） | 「星風のホロスコープ（#12 ver.）」         | テレビアニメ『星空へ架かる橋』第12話エンディングテーマ    |
| 11月25日 | 夢みる月のルナルティア サウンドステージ                                                     | 青葉りんご、新堂真弓、夏野こおり、桐矢ノエル、井村屋ほのか         | 「ようこそ☆ルナルティアへ」                | PCゲーム『夢みる月のルナルティア』オープニングテーマ      |
| 11月25日 | 夢みる月のルナルティア サウンドステージ                                                     | 天野紗月（青葉りんご）                                             | 「ようこそ☆ルナルティアへ（天野紗月ver）」 | PCゲーム『夢みる月のルナルティア』関連曲                  |
| 2012年   |                                                                                             |                                                                    |                                            |                                                           |
| 8月10日  | 星空へ架かる橋/星空へ架かる橋AA Original Soundtracks                                        |                                                                    | 「Let's GO☆ミ」                            | PCゲーム『星空へ架かる橋』関連曲                          |
| 2013年   |                                                                                             |                                                                    |                                            |                                                           |
| 8月      | HAPYMAHER CHARACTER SONG -THE DOOR OF A DREAM-                                              | 平坂景子（青葉りんご）                                             | 「Dream」                                  | PCゲーム『HAPYMAHER』関連曲                               |
| 2019年   |                                                                                             |                                                                    |                                            |                                                           |
| 7月24日  | 「洗い屋さん！〜俺とアイツが女湯で!?〜」DVD&Blu-rayコミックフェスタアニメショップ限定特典CD | 結月葵（青葉りんご）、佐々倉芽衣（伊ヶ崎綾香）                     | 「恋愛☆洗セーション」                      | テレビアニメ『洗い屋さん!〜俺とアイツが女湯で!?〜』主題歌 |

### ゲームボーカル
2007年
- SkyFish『白銀のソレイユ -Successor of Wyrd《運命の継承者》-』
  - イメージソング「Asgardh -アスガルド-」
    - 作詞：真理絵 / 作曲：MANYO
- LiLiM『女神大戦』
  - OP主題歌「女神ノ宿命」
    - 作詞・作編曲：Ben（Gion-syojya）
- CLOCKUP『凌辱学園長/奴隷倶楽部 〜読心調教録〜』
  - 主題歌「Insanity」
    - 作詞：kanoko / 作曲：Taishi
- Abel『ぷりサガ! 〜プリンセスをさがせ!〜』
  - 主題歌「風になりたい」
    - 作詞：おだちえり / 作編曲：雪蛍

2008年
- LiLiM『看護戦隊ナースレンジャー』
  - OP主題歌「看護戦隊ナースレンジャー」
    - 歌：青葉りんご、おだちえり、宮沢ゆあな / 作詞：おだちえり / 作編曲：雪蛍
- TRUST『凌辱スカウト 〜アイドル独占契約〜』
  - 挿入歌「ウロボロス」
    - 作詞・作編曲：AZ-MIX
- Es-pot『淫触の辱夢』
  - 主題歌「Nightmare」
    - 作詞・作曲：AZ-MIX
- ルクス『お姉さまの♂（アレ）〜萌木深紅の受難〜』
  - 主題歌「アイシテ☆おねぇさま」
    - 作詞・作曲：カンナユリ /  編曲：カンナユリ、森伸弘
- LiLiM『昇龍戦姫 天夢』
  - OP主題歌「戦姫之理」
    - 作詞・作編曲：Ben（Gion-syojya）
- CLOCKUP『こっすこす! 〜あなた好みのコスプレHしてあげるゥ〜』
  - 主題歌「ワンダーランド」
    - 歌：青葉りんご、桜川未央 / 作詞：中山♡マミ（Angel Note） / 作編曲：井ノ原智（Angel Note）

2009年
- みるくぱい『女神凌辱 巨乳調教コレクション』
  - 主題歌「堕天使」
    - 作詞・作編曲：AZ-MIX
- みるくぱい『Iカップ レースクイーン〜理沙パイズリ編〜』
  - 主題歌「あなたは可愛い乳フェチ」
    - 作詞：MIZUKA、Meeon /  作編曲：Meeon
- TAILWIND『Trample on “Schatten!!” 〜かげふみのうた〜』
  - OP主題歌「希望のウタ」
    - 作詞：瀬名 / 作編曲：椎名俊介（Angel Note）
- AXIS『くるくるくーる』
  - 主題歌「ぶっちぎりシューティングスター」
    - 作詞：末光洋嗣 / 作曲：飯塚博 / コーラス：白川りさ
- Waffle『乱れて交わる俺と姫〜姫と執事と歌姫とその他大勢と〜』
  - 主題歌「とびきりのラブしましょう」
    - 作詞： MIZUKA / 作曲：雪蛍
- LiLiM『あい☆きゃん』
  - ED主題歌「強くなるために…」
    - 作詞：宮沢ゆあな / 作曲：薬師るり / 編曲：松美夜孤雨兵
- Aries『ANGEL NAVIGATE』
  - イメージソング「いじっぱりでゴメン」
    - 作詞：游かずみ / 作編曲：土屋雅夢
- Fizz『さくらテイル』
  - ED主題歌「さくらのように。」
    - 作詞：宮沢ゆあな / 作曲：薬師るり / 編曲：松美夜孤雨兵

2010年
- カミツレ『おしかけ!アントルメ』
  - OP主題歌「おしかけ! アントルメ」
    - 作詞：藤原将 / 作曲：飯塚博
- ILLUSION『すくぅ〜るメイト2』
  - イメージソング「ゴメン 扉を開けて」
    - 作詞：遊かずみ / 作曲：MasSawada / 編曲：ハーモンド
- Cassiopeia『げきたま! 〜青陵学園演劇部〜』
  - OP主題歌「ごめんね 大好き!」
    - 作詞：游かずみ / 作編曲：前田数成
- hourglass『この歌が終わったら -When this song is over-』
  - 挿入歌「彼女になりたい -I wanna be your girl-」
    - 歌：青葉りんご、神崎ちひろ、氷室百合 / 作詞：黒猫招福 / 作曲：ワダタカフミ

  - ED主題歌「ファースト・ラブ」
    - 歌：青葉りんご、氷室百合 / 作詞：黒猫招福 / 作曲：ワダタカフミ
- feng『星空へ架かる橋』
  - ED主題歌「広がる夜空の下で」
    - 作詞：rino / 作編曲：藤間仁（Elements Garden）
- SCORE『くれよんちゅーりっぷ』
  - OP主題歌「くれよんちゅーりっぷ」
    - 歌：青葉りんご、民安ともえ / 作詞・作編曲：柏木るざりん
- UNiSONSHIFT『Chu×Chuアイドる2 -melodies×memories-』
  - ED主題歌「未来への道〜確かな思い〜」
    - 作詞：中山マミ / 作編曲：佐々倉マコト（Angel Note）
- C:drive『恋愛催眠〜ツンな彼女がデレる催眠〜』
  - OP主題歌「ツン で ちゅ♪」
    - 歌：青葉りんご、新堂真弓 / 作詞：新堂真弓 / 作編曲：むぅ
- アトリエかぐや『最終痴漢電車3』
  - OP主題歌「操り人形の夜 -the final-」
    - 作詞：blackliger / 作編曲：磯村カイ

  - ED主題歌「Go pleasure go sexy」
    - 作詞・作編曲：磯村カイ

2011年
- 3rdEye『BLOODY†RONDO』
  - OP主題歌「Bloody Moon」
    - 作詞：小田ユウ / 作編曲：諸田英慈
- Princess Sugar『姫様限定!〜Princess Limited〜』
  - OP主題歌「Lovers Unlimited!」、ED主題歌「こいのほし」
    - 作詞：連悠太 / 作曲：MASAMU
- Escu:de『あかときっ!!-花と舞わせよ恋の衣装-』
  - OP主題歌「はだしのままで」
    - 作詞：宮沢ゆあな / 作編曲：クサノユウキ
- Chariot『処女と魔王とタクティクス』
  - OP主題歌「Keep on fighting for the future」
    - 歌：青葉りんご、宮沢ゆあな / 作詞・作曲：みゅうじこむず
- Ciel『フォルト!!A』
  - OP主題歌「TRIANGLE LOVE」、ED主題歌「Never Ending!!」
    - 作詞：矢加部貴之 / 作曲：菊田裕樹 / 編曲：MANYO
- Rabbit『フローライトメモリーズ〜いつかきっと、約束の場所で〜』
  - OP主題歌「フローライト ドロップス」
    - 作詞：小田ユウ / 作曲：MASAMU
- CLOCKUP『euphoria』
  - OP主題歌「楽園の扉」
    - 作詞：Takt-W / 作編曲：上原一之龍
- ALcotハニカム『アネイロ』
  - OP主題歌「未来への地図」
    - 作詞：夏希美羽 / 作編曲：井ノ原智
- Arianrhod『夢みる月のルナルティア』
  - OP主題歌「ようこそ☆ルナルティアへ」
    - 歌：青葉りんご、夏野こおり、新堂真弓、桐矢ノエル、井村屋ほのか / 作詞：紫苑憧朋香 / 作編曲：クサノユウキ

2012年
- 3rdEye『死神のテスタメント〜menuet of epistula〜』
  - OP主題歌「Testament of Judgment」
    - 作詞：六花梨花 / 作編曲：Ben
- ILLUSION『俺が主人公〜ナカに入って俺がダす!〜』
  - OP主題歌「ツーディー★」
    - 作詞：miru / 作編曲：クサノユウキ

2013年
- チュアブルソフト『ラブらブライド』
  - OP主題歌「Love Me Love La Bride!!」
    - 作詞：夕野ヨシミ / 作編曲：void / 歌： IOSYS feat.青葉りんご
- アンサンブル『お嬢様はご機嫌ナナメ』
  - 挿入歌「shining star」
    - 作詞：秋元凛 / 作編曲：ロドリゲスのぶ / 歌：青葉りんご、有栖川みや美
- ひよこソフト桃組『あいこみゅ!!』
  - 箕作みんとイメージ挿入歌「追憶ノヴァ」
    - 作詞：天ヶ咲麗 / 作編曲：伊吹ユキヒロ / 歌：solfa feat.青葉りんご
- 3rdEye『幻創のイデア』
  - OP主題歌「イノセンス」、ED主題歌「Humanity」
    - 作詞・作編曲：まもも
- Luxury『アクマでオシオキっ! 丸城戸サド式ヘンタイお仕置き講座』
  - OP主題歌「えんどれす ちゅ〜ん!」
    - 作詞：游かずみ / 作編曲：松美夜孤雨兵
- LiLiM DARKNESS『HUNTING BLUE』
  - OP主題歌「偽リノ華」
    - 作詞：コツキミヤ / 作編曲：伊吹ユキヒロ / 歌：solfa feat.青葉りんご

2014年
- ブルーゲイル『なつドキッ!』
  - OP主題歌「なつ風に乗って」
    - 作詞・作曲：天乃啓示 / 編曲：天乃啓示、Mad Pierrot

## その他

### コラム
- 青葉りんごのぷんゆぅ☆ぃんりょく（PUSH!! 2011年2月号 - 2013年9月号）
- MISSION
  - パチスロ 『2027』（JPS） バトルモード中楽曲（1501G〜、2061G〜、2621G〜）
- 方言萌目覚し（かりん）